# Schoenlappertje
Schoenlappertje is een Belgisch-Nederlands bier. Het wordt gebrouwen door de Scheldebrouwerij te Meer, een deelgemeente van Hoogstraten.

## Achtergrond

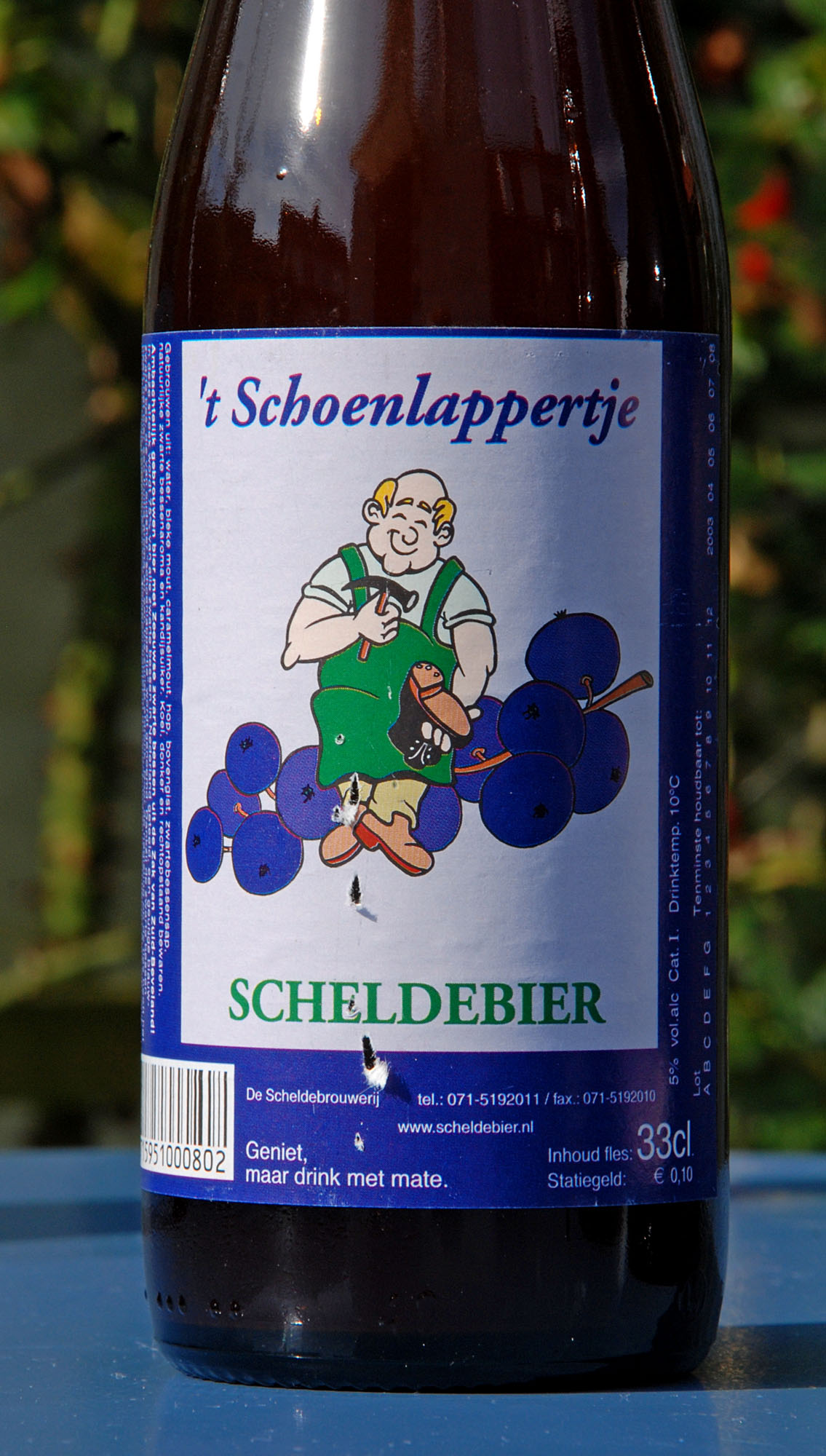
Flesje met de vroegere naam en etiket

Het bier wordt gebrouwen sinds 1996. Oorspronkelijk heette het ’t Schoenlappertje. Het had toen een alcoholpercentage van 6,5%. In 2002 werd het alcoholpercentage verminderd naar 5%. Later werd de naam dan veranderd naar Schoenlappertje. Ook het etiket werd gewijzigd. Op het oorspronkelijke etiket staat een schoenlapper die, gezeten op een tak met reuze zwarte bessen, een schoen repareert.

Op het nieuwe etiket staan de twee wildemannen die de bieren van de Scheldebrouwerij typeren. De wildemannen verwijzen naar Bergen op Zoom, dat twee wildemannen in haar wapenschild voert en waar de oprichters van de Scheldebrouwerij banden mee hadden. Een van de wildemannen stampt met blote voeten in een ton zwarte bessen. De andere drinkt een fles bier.
Aanvankelijk was de Scheldebrouwerij gevestigd in Nederland. In 2007 vestigde ze zich in België, vandaar de benaming “Belgisch-Nederlands bier”.
In 2011 werd de productie van Schoenlappertje stopgezet.

## Het bier
Schoenlappertje is een rood fruitbier met een alcoholpercentage van 5%. Het wordt gebrouwen met zwarte bessen afkomstig uit de Zak van Zuid-Beveland. Hier wordt 75% van de Nederlandse zwarte bessen geteeld.